# Disney XD
Disney XD — американский телеканал цифрового и спутникового телевидения, находящийся в собственности The Walt Disney Company, которая выпускает в эфир, в основном, детско-подростковые анимационные телесериалы. Сеть вещания запущена 13 февраля 2009 в качестве правопреемника «Toon Disney». Его целевая аудитория — это мальчики и девочки в возрасте от 7 до 16 лет. Также он транслирует некоторые программы для подростков.
Кроме того, канал предлагается с аудиосопровождением на испанском языке либо отдельным каналом, продаваемым как часть испаноязычного пакета сетевых услуг, предлагаемых кабельными и спутниковыми провайдерами, либо отдельной звуковой дорожкой с опцией SAP, зависящей от системы. HDTV, получаемое из этой кабельной сети, также предлагается и некоторыми другими провайдерами кабельных сетей, такими, как провайдеры спутникового телевещания и провайдеры telco IPTV в сетях ABC/Disney, предпочитающих формат 720p.

## История

Предыдущий логотип «Disney XD» с 2009 по 2015 год.

Disney XD был запущен 13 февраля 2009 года в 12:00 по восточному времени показом эпизода «Мы воссоединяем нашу группу!» мультсериала «Финес и Ферб». Телеканал дебютировал свой первый телесериал «Настоящий Арон Стоун» в 7:00 вечера по восточному времени в тот же день; первая часть премьеры двух частей транслировалась одновременно на Disney XD и Disney Channel. Новые мультсериалы, включенные в первоначальный состав канала, были «Кид vs. Кэт» и «Jimmy Two-Shoes».
Disney XD был запущен на базе телеканала «Toon Disney», который начал вещание 18 апреля 1998 года, который в 2004 году запустил блок игрового кино и анимации под названием «Jetix». Телеканалы Jetix за пределами США были возобновлены под брендом Disney XD, начиная с французской версии 1 апреля 2009 года. Многие из программ телеканала, в частности мультсериалы, ранее транслировались на Toon Disney, в основном в составе программного блока Jetix, который транслировался на Toon Disney до закрытия этого телеканала. Disney XD носит то же имя, что и несвязанный мини-сайт и медиаплеер на Disney.com, который стоял за «Disney Xtreme Digital», хотя было заявлено, что «XD» в названии телеканала не имеет фактического значения.
Первый оригинальный телефильм Disney XD — «Скользящие по небу», премьера которого состоялась 27 ноября 2009 года. 1 апреля 2012 года Disney XD запустил блок под названием «Marvel Universe», в результате приобретения Disney в 2009 году Marvel Entertainment.
17 ноября 2016 года The Walt Disney Company объявила о сделке с The Pokémon Company, чтобы перенести аниме-сериал Покемон с Cartoon Network на Disney XD, начиная показ с 20 сезона.

## Программы

### Оригинальные сериалы
- Настоящий Арон Стоун (Aaron Stone)
- I’m in the Band
- Сорвиголова Кик Бутовски (Kick Buttowski: Suburban Daredevil)
- Зик и Лютер (Zeke and Luther)
- Два короля (Pair of Kings)
- В ударе (Kickin’it)
- Классный ниндзя (Randy Cunningham: 9th Grade Ninja)
- Подопытные (Lab Rats)
- Крэш и Бернштейн (Crash & Bernstein)
- Mr. Young|Мистер Янг (Mr. Young)
- Трон: Восстание (Tron: Uprising)
- Могучий Мэд (Mighty Med)
- Звёздные войны: Повстанцы (Star Wars Rebels)
- Kirby Buckets
- Покемон: Солнце и Луна

### Оригинальные фильмы
- Skyrunners (27 ноября 2009)

### Программы с Jetix
- Джимми Кул (13 февраля 2009—2012 г.)
- Kid vs. Kat (13 февраля 2009—2012 г.)
- Легенда о драконе
- Обан: звёздные гонки
- Пинки и Брейн
- Пукка
- Recess
- Инь-Ян-Йо
- Непобедимая команда суперобезьянок
- A.T.O.M.

### Программы с Disney Channel
- Американский дракон: Джейк Лонг
- Корри в доме
- Новая школа императора
- Гаргульи
- Легенда о Тарзане
- Финес и Ферб
- Всё тип-топ, или Жизнь Зака и Коди
- Всё тип-топ, или Жизнь на борту
- Волшебники из Вэйверли Плэйс
- Гравити Фолз
- Звёздная принцесса и силы зла
- 7 гномов

### Другие программы
- Фантастическая Четвёрка
- Волшебные покровители
- Невероятный Халк
- Железный человек
- Монстер Бастер Клаб
- Наруто: Ураганные хроники
- Серебряный Серфер
- Человек паук (1994)
- Человек паук и его увидительные друзья
- Непобедимый Человек-паук
- Люди Икс
- Люди Икс: Эволюция
- Остров отчаянных героев
- Супермен
- Бэтмен
- Утиные истории

### Повторы старых программ Disney Channel
- Phil of the Future
- Digimon Data Squad
- Even Stevens
- The Famous Jett Jackson
- Fillmore!
- Get Ed
- На замену

## Международные телеканалы
Disney XD, аналогично запущен слиянием «Jetix» и «Toon Disney», доступен во всем мире.